# Krailling
Krailling là một đô thị ở huyện Starnberg bang Bayern, Đức.